# Michael von Žamberk
Michael von Žamberk (auch Michael von Senftenberg;  Michael von Bradaczow; tschechisch Michal ze Žamberka, lateinisch Michael Bradacius; † 1504) war zunächst ein Geistlicher der Utraquisten und ab 1467 Bischof der Unität der Böhmischen Brüder.

## Leben
Michael war zunächst ein Priester der Utraquisten und amtierte als Pfarrer von Žamberk (Senftenberg). Von dort aus übernahm er auch die Seelsorge für die Glaubensgemeinschaft der Böhmischen Brüder im unweit gelegenen Kunwald, die sich hier ab 1453 mit Erlaubnis des Utraquisten Jan Rokycana niedergelassen hatten. Kunwald gehörte damals zur Herrschaft Lititz und war im Besitz des späteren Königs Georg von Podiebrad. 1457 zog Michael von Žamberk zu den gläubigen Brüdern nach Kunwald, die sich zunächst „Fratres Legis Christi“ (Brüder vom Gesetz Christi) nannten. Sie veranstalteten im März 1467 eine Brüdersynode im unweit gelegenen Lhotka bei Reichenau. 
Neben der Umbenennung in „Unitas Fratrum“ (Einigkeit der Brüder) oder auch „Fratres Unitatis“ (Vereinigte Brüder) wurde auf der Synode u. a. beschlossen, eigene Priester zu wählen und kirchenrechtlich ordinieren zu lassen. Deshalb wurden Michael von Žamberk und zwei weitere Priester, deren Namen nicht überliefert sind, zum Waldenserbischof Stephanus geschickt, der sich verborgen in Österreich aufhielt und sie zu Bischöfen weihte. Nach der Rückkehr weihte Michael von Žamberk, der das Amt des Seniors  bekleidete, im selben Jahr drei im  März 1467 auf der Synode von Lhotka gewählte Männer zu Priestern. Es waren die vorher durch Los bestimmten Thomas von Přelouč († 1518), Elias von Křenowitz († 1503) und Matthias von Kunwald, der nach der erfolgten Priesterweihe auch die Bischofsweihe von Michael von Žamberk erhielt.
Durch die Priester- und Bischofsweihe trennte sich die Brüderunität von den Utraquisten. Deshalb wurden die Brüder neuerlichen Verfolgungen ausgesetzt. Auf Geheiß des Königs Georg von Podiebrad wurde Bischof Michael 1468 verhaftet und auf der Burg Lititz gefangengehalten. Das Richteramt (Senior) übernahm nachfolgend Bischof Matthias von Kunwald. Nach dem Tod des Königs Georg von Podiebrad und des Jan Rokycana, die beide Anfang 1471 starben, wurde Michael von Žamberk freigelassen.